# Nina Doni
Nina Doni (n. 9 mai 1936 sau 1937, Olănești, raionul Ștefan Vodă) este o actriță de teatru și de film din Republica Moldova.
Nina a absolvit în 1960 Școala Teatrală Superioară „Boris Șciukin”⁠(d) din Moscova la profesorii Anna Orociko⁠(d) și Iosif Tolcianov⁠(d). Imediat după absolvire, a debutat împreună cu 20 de colegi ai săi pe scena Teatrului „Luceafărul” din Chișinău. Jocul său este descris ca sobru și impresionant. Printre rolurile sale de teatru se numără:
- Aspazia în Costumul de nuntă;
- Veronica în Flori de câmp;
- Katea în Două culori;
- Zerbinet în Vicleniile lui Scapen;
- Miss Poop în Autorul moare azi;
- Arina Pantelimonovna, Fiocla în Căsătoria;
- Anvar în Fuziama;
- Cabina în Blais etc.

Din filmografia sa pot fi amintite următoarele lucrări:
- Omul merge după soare (în rusă Человек идёт за солнцем; 1961) — muncitoare;
- Ați primit o telegramă⁠(d) (în rusă Вам телеграмма...; 1983) — mama Anei;
- Autobuz singuratic sub ploaie⁠(d) (în rusă Одинокий автобус под дождём; 1986) — Constanța Gheorghievna;
- Cine arvonește, acela plătește (1989).

În 1993 sau 1995, Doni devine Maestru al Artei din Republica Moldova. Este decorată cu Medalia „Veteran al muncii” în 1987 și cu Ordinul de Onoare în 2010.